# Варадински мост
Варадински мост (претходно познат као Мост краљевића Томислава и Мост маршала Тита) јесте мост на Дунаву који се простире између Новог Сада и Петроварадина. Саграђен је 2000. године, након што је претходни мост (Мост маршала Тита, преименован 1991. у Варадински мост) срушен 1. априла 1999. године током НАТО агресије.

## Мост краљевића Томислава
Грађен је од 1921. до 1928. године на локацији која је пре Првог светског рата била предвиђена за градњу сталног моста. Заједно са мостом, пробијен је булевар којим се Нови Сад проширио до Дунава и повезао са Петроварадином. Први пут је срушен 1941. године, када га је југословенска војска минирала, касније су га Немци обновили, затим 1944. године срушили при повлачењу.

## Мост маршала Тита (Варадински мост)
Овај мост је први мост који је обновљен после Другог светског рата. Обновљен је 1945. године, а до изградње Жежељевог моста преко њега су ишле железничке шине. Био је једноставне решеткасте конструкције. 1999. године је било предвиђено његово подизање на прописану висину, међутим, 1. априла 1999. НАТО авијација га је са неколико пројектила срушила.

## Варадински мост
Одмах по завршетку НАТО агресије, приступило се изградњи новог моста. Крајем 1999. уклоњени су остаци старог моста и почетком 2000. године радници нишког МИН-а су даноноћно радили да би Новом Саду обезбедили нови стални мост. Отворен је септембра 2000. године, непосредно пред изборе. На отварању је добио име „Варадинска дуга”, али касније је име промењено у Варадински мост.

## Галерија
- Мост краљевића Томислава.
- Минирани мост 1941. године.
- Мост Маршала Тита, преименован у Варадински мост 1991. године.
- Срушени Варадински мост 1999. године.
- Ноћни поглед на данашњи Варадински мост.